# Transformée de Wigner-Weyl
La transformée de Wigner – Weyl (ou transformée de Weyl – Wigner) établit une correspondance univoque entre deux formulations de la mécanique quantique : théorie abstraite de l'infiniment petit qui s'appuie sur des formalismes et des outils mathématiques divers, mais qui rendent compte des mêmes résultats et des mêmes propriétés dans leurs domaines communs d'application ; l'exemple historique bien établi est celui de la mécanique des matrices d'Heisenberg et celle décrite par l'équation de Schrödinger, dont P.M.Dirac devait démontrer l'équivalence (voir l'article Représentation de Schrödinger). Plus spécifiquement, la transformée de Wigner – Weyl établit les liens réciproques entre la formulation de la mécanique quantique dans l'espace de phases avec celle dans l'espace de Hilbert des fonctions d'onde. Par ailleurs, cette transformation joue un rôle essentiel dans la compréhension des liens entre la mécanique quantique et la mécanique classique ; elle sert de base pour la physique semi-classique.

## Mise en perspective
Souvent, la transformation des fonctions sur l'espace des phases en opérateurs dans l'espace d'Hilbert est appelée transformée de Weyl (ou quantification de Weyl), tandis que la transformation inverse (des opérateurs en fonctions sur l'espace des phases) est appelé transformée de Wigner. 
Cette transformation mathématique a été conçue à l'origine par Hermann Weyl en 1927 dans le but de projeter des fonctions d'espace de phase classiques symétrisées sur des opérateurs, une procédure connue sous le nom de quantification de Weyl. Il est maintenant entendu que la quantification de Weyl ne satisfait pas toutes les propriétés dont on aurait besoin pour une quantification cohérente et donne donc parfois des réponses non physiques. D'autre part, certaines des propriétés intéressantes décrites ci-dessous suggèrent que si l'on cherche une seule procédure cohérente de transformation des fonctions sur l'espace des phases classique vers les opérateurs, la quantification de Weyl est la meilleure option (mais le théorème de Groenewold établit qu'aucune transformation ne peut avoir toutes les propriétés idéales que l'on peut souhaiter).
Quoi qu'il en soit, la transformée de Weyl – Wigner est une transformée intégrale bien définie entre les représentations de la mécanique quantique dans l'espace de phase et dans l'espace d'Hilbert, et donne une vision complémentaire du fonctionnement de la mécanique quantique. Plus spécifiquement la distribution de quasi-probabilité de Wigner est la transformée de Wigner de la matrice densité quantique et, inversement, la matrice densité est la transformée de Weyl de la fonction de Wigner.
Contrairement aux intentions originales de Weyl dans la recherche d'un schéma de quantification cohérent, cette transformation équivaut simplement à un changement de représentation au sein de la mécanique quantique ; il n'est pas nécessaire de relier les quantités « classiques » aux quantités « quantiques ». Par exemple, la fonction dans l'espace de phase peut dépendre explicitement de la constante ħ de Planck, comme dans les cas impliquant le moment angulaire. Ce changement de représentation inversible permet alors d'exprimer la mécanique quantique dans l'espace des phases, comme l'ont développé dans les années 1940 Hilbrand J. Groenewold et José Enrique Moyal (pour une perspective historique voir la référence).

## Définition de la quantification de Weyl
Dans ce qui suit et pour simplifier, la transformation de Weyl sera exprimée sur l'espace de phase euclidien bidimensionnel. Soit (q,p) les coordonnées sur l'espace des phases, et soit f une fonction définie partout sur l'espace des phases ; on considère des opérateurs {\displaystyle {\widehat {P}}} et {\displaystyle {\widehat {Q}}} satisfaisant les relations de commutation canoniques, {\displaystyle \left[{\widehat {P}},{\widehat {Q}}\right]=i\hbar }, tels que les opérateurs usuels de position et de quantité de mouvement dans la représentation de Schrödinger. On suppose que les opérateurs exponentiels {\displaystyle e^{ia{\widehat {Q}}}} et {\displaystyle e^{ib{\widehat {P}}}} constituent une représentation irréductible des relations de Weyl, de sorte que le théorème de Stone-von Neumann (garantissant l'unicité des relations de commutation canoniques) est vérifié.

### Formule de base
La transformée de Weyl (ou quantification de Weyl) de la fonction f est donnée par l'opérateur suivant dans l'espace de Hilbert, :{\displaystyle \Phi [f]={\frac {1}{(2\pi )^{2}}}\iiiint f(q,p)\left(e^{i(a({\widehat {Q}}-q)+b({\widehat {P}}-p))}\right)\mathrm {d} q\,\mathrm {d} p\,\mathrm {d} a\,\mathrm {d} b}Si l'on calcule d'abord les intégrales sur les variables {\displaystyle p} et {\displaystyle q} dans la formule ci-dessus, ceci revient à calculer la transformée de Fourier ordinaire {\displaystyle {\tilde {f}}} de la fonction {\displaystyle f}, qui n'implique pas l'opérateur {\displaystyle e^{i(a{\widehat {Q}}+b{\widehat {P}})}}. La transformée de Weyl peut donc s'écrire :{\displaystyle \Phi [f]={\frac {1}{(2\pi )^{2}}}\iint {\tilde {f}}(a,b)e^{ia{\widehat {Q}}+ib{\widehat {P}}}\,\mathrm {d} a\,\mathrm {d} b}La transformation de Weyl peut donc s'interpréter comme suit : on prend la transformée de Fourier ordinaire de la fonction {\displaystyle f(p,q)}, puis dans le calcul de la transformée inverse les opérateurs quantiques {\displaystyle {\widehat {P}}} et {\displaystyle {\widehat {Q}}} sont substitués aux variables classiques originales {\displaystyle p} et {\displaystyle q}, obtenant ainsi une version quantique de {\displaystyle f}. Une autre forme moins symétrique, mais pratique pour les applications, est la suivante, 
{\displaystyle \Phi [f]={\frac {2}{(2\pi \hbar )^{3/2}}}\iint \!\!\!\iint \!\!\mathrm {d} q\,\mathrm {d} p\,\mathrm {d} {\tilde {x}}\,\mathrm {d} {\tilde {p}}\ e^{{\frac {i}{\hbar }}({\tilde {x}}{\tilde {p}}-2({\tilde {p}}-p)({\tilde {x}}-q))}~f(q,p)~|{\tilde {x}}\rangle \langle {\tilde {p}}|}où {\displaystyle \langle {\tilde {p}}|} et {\displaystyle |{\tilde {x}}\rangle } sont respectivement les opérateurs bra et ket dans la notation de Dirac.

### Dans la représentation de position
La transformée de Weyl peut alors également être exprimée en termes d'éléments de matrice des noyaux intégraux de cet opérateur :{\displaystyle \langle x|\Phi [f]|y\rangle =\int _{-\infty }^{\infty }{{\text{d}}p \over h}~e^{ip(x-y)/\hbar }~f\left({x+y \over 2},p\right)}

### Transformée inverse
L'inverse de la transformée inverse de Weyl ci-dessus est la transformée de Wigner, qui ramène l'opérateur {\displaystyle \Phi } à la fonction originale {\displaystyle f} de l'espace des phases,{\displaystyle f(q,p)=2\int _{-\infty }^{\infty }{\text{d}}y~e^{-2ipy/\hbar }~\langle q+y|\Phi [f]|q-y\rangle .}Par exemple, la fonction de Wigner de l'opérateur de la distribution thermique de l'oscillateur {\displaystyle \exp(-\beta ({\widehat {P}}^{2}+{\widehat {Q}}^{2})/2)} est{\displaystyle \exp _{\star }\left(-\beta (p^{2}+q^{2})/2\right)=\left(\cosh({\frac {\beta \hbar }{2}})\right)^{-1}\exp \left({\frac {-2}{\hbar }}\tanh({\frac {\beta \hbar }{2}})(p^{2}+q^{2})/2\right).}Noter l'expression {\displaystyle \exp _{\star }} qui sera discutée plus bas.
Si l'on remplace {\displaystyle \Phi [f]} dans l'expression ci-dessus par un opérateur arbitraire, la fonction résultante f peut dépendre de la constante de Planck {\displaystyle \hbar }, et peut bien décrire des processus de mécanique quantique, à condition qu'elle soit correctement calculée avec le produit étoile, (voir les produits de Moyal ci-dessous). Réciproquement, la transformée de Weyl de la fonction de Wigner est résumée par la formule de Groenewold,
{\displaystyle \Phi [f]=h\iint \,da\,db~e^{ia{\widehat {Q}}+ib{\widehat {P}}}\operatorname {Tr} (e^{-ia{\widehat {Q}}-ib{\widehat {P}}}\Phi ).}

### Quantification de Weyl des observables de type polynomial
Bien que les formules ci-dessus fournissent une bonne compréhension de la quantification de Weyl d'une observable très générale dans l'espace des phases, elles ne sont pas très pratiques pour le calcul des observables simples, telles que les polynômes des variables {\displaystyle q} et {\displaystyle p}. Dans les sections suivantes, nous verrons que pour de tels polynômes, la quantification de Weyl représente l'ordre totalement symétrique des opérateurs non commutatif {\displaystyle {\widehat {Q}}} et {\displaystyle {\widehat {P}}}. Par exemple, la fonction de Wigner de l'opérateur {\displaystyle L^{2}}, carré du moment angulaire quantique, n'est pas seulement le moment angulaire classique au carré, mais elle contient en outre un terme de décalage {\displaystyle {\frac {-3\hbar ^{2}}{2}}}, qui tient compte du moment angulaire non nul de l'état fondamental.

## Propriétés

### Quantification de Weyl des fonctions polynômiales
L'action de la quantification de Weyl sur les fonctions polynomiales de {\displaystyle q} et {\displaystyle p} est entièrement déterminée par la formule symétrique suivante :{\displaystyle (aq+bp)^{n}\longmapsto (a{\widehat {Q}}+b{\widehat {P}})^{n}}quels que soient les nombres complexes {\displaystyle a} et {\displaystyle b}. La quantification de Weyl sur une fonction de la forme {\displaystyle q^{k}p^{l}} donne la moyenne de tous les permutations possibles de {\displaystyle k} facteurs de {\displaystyle {\widehat {Q}}} et de {\displaystyle l} facteurs de {\displaystyle {\widehat {P}}}. Par exemple, nous avons :{\displaystyle 6p^{2}q^{2}~~\longmapsto ~~{\widehat {P}}^{2}{\widehat {Q}}^{2}+{\widehat {Q}}^{2}{\widehat {P}}^{2}+{\widehat {P}}{\widehat {Q}}{\widehat {P}}{\widehat {Q}}+{\widehat {P}}{\widehat {Q}}^{2}{\widehat {P}}+{\widehat {Q}}{\widehat {P}}{\widehat {Q}}{\widehat {P}}+{\widehat {Q}}{\widehat {P}}^{2}{\widehat {Q}}}Bien que ce résultat soit conceptuellement naturel, il n'est pas pratique pour les calculs lorsque {\displaystyle k} et {\displaystyle l} sont grands. Dans de tels cas, nous pouvons utiliser à la place la formule de McCoy :{\displaystyle p^{m}q^{n}~~\longmapsto ~~{1 \over 2^{n}}\sum _{r=0}^{n}{n \choose r}{\widehat {Q}}^{r}{\widehat {P}}^{m}{\widehat {Q}}^{n-r}={1 \over 2^{m}}\sum _{s=0}^{m}{m \choose s}{\widehat {P}}^{s}{\widehat {Q}}^{n}{\widehat {P}}^{m-s}}Cette expression semble donner une réponse différente pour le cas {\displaystyle p^{2}q^{2}} de l'expression totalement symétrique ci-dessus. La contradiction n'est qu'apparente, car les relations de commutation canoniques permettent plusieurs expressions pour le même opérateur. (Par exemple, on peut utiliser les relations de commutation pour réécrire la formule précédente totalement symétrique pour {\displaystyle p^{2}q^{2}} sous la forme d'une combinaison de termes {\displaystyle {\widehat {P}}^{2}{\widehat {Q}}^{2}}, {\displaystyle {\widehat {Q}}{\widehat {P}}^{2}{\widehat {Q}}}, et {\displaystyle {\widehat {Q}}^{2}{\widehat {P}}^{2}} et vérifier ainsi la première expression de la formule de McCoy avec {\displaystyle m=n=2}).
Il est largement admis que la quantification de Weyl, parmi tous les schémas de quantification, se rapproche le plus possible de la transformation du crochet de Poisson classique en un commutateur quantique. (Une correspondance exacte est impossible selon le théorème de Groenewold). Par exemple, Moyal a montré le théorème suivant :
Théorème — Si {\displaystyle f(q,p)} est un polynôme de degré au plus 2 et {\displaystyle g(q,p)} est un polynôme arbitraire, alors on a {\displaystyle \Phi (\{f,g\})={\frac {1}{i\hbar }}[\Phi (f),\Phi (g)]}.
où {\displaystyle [~]} représente les crochets de Moyal (voir infra).

### Quantification de Weyl des fonctions générales
Les propriétés suivantes de la quantification de Weyl sont établies
- Si f est une fonction à valeurs réelles, alors son image par la transformation de Weyl {\displaystyle \Phi [f]} est auto-adjointe (voir la définition des opérateurs adjoints).
- Si f est un élément de l'espace de Schwartz (fonctions indéfiniment dérivables à décroissance rapide, ainsi que leurs dérivées à tous les ordres) alors {\displaystyle \Phi [f]} est un opérateur de classe trace.
- Plus généralement, {\displaystyle \Phi [f]} est un opérateur non borné densément défini.
- L'application {\displaystyle \Phi [f]} est biunivoque sur l'espace de Schwartz (en tant que sous-espace des fonctions de carré sommables).

## Quantification de la déformation
Intuitivement, une déformation d'un objet mathématique est une famille d'objets du même type qui dépendent de certains paramètres ; les transformations définies ici, donnent des règles sur la façon de déformer l'algèbre commutative des observables classiques en une algèbre quantique non commutative.
La configuration de base de la théorie de la déformation consiste à partir d'une structure algébrique (une algèbre de Lie) et à se poser la question : existe-t-il une ou plusieurs familles de paramètres de structures similaires, telles que pour une valeur initiale de ces paramètres, on retrouve la structure initiale (algèbre de Lie) ? Dans la mesure où l'algèbre des fonctions sur un espace détermine la géométrie de cet espace, l'étude du produit étoile conduit à l'étude d'une déformation géométrique non commutative de cet espace.
Dans le contexte de l'exemple  ci-dessus d'un espace de phase plat, le produit-étoile d'une paire de fonctions dans {\displaystyle f_{1},f_{2}\in C^{\infty }\left({\mathfrak {R}}^{2}\right)}, est spécifié par {\textstyle \Phi [f_{1}\star f_{2}]=\Phi [f_{1}]\Phi [f_{2}]} : produit de Moya, effectivement introduit par Groenewold en 1946. 
Le produit-étoile n'est pas commutatif en général, mais tend vers le produit commutatif ordinaire des fonctions dans la limite de {\displaystyle \hbar \longrightarrow 0}. En tant que tel, ce produit-étoile définit une déformation de l'algèbre commutative de {\displaystyle C^{\infty }\left({\mathfrak {R}}^{2}\right)}. 
Dans l'exemple de la transformation de Weyl ci-dessus, le produit-★ peut être écrit en termes de crochet de Poisson :{\displaystyle f_{1}\star f_{2}=\sum _{n=0}^{\infty }{\frac {1}{n!}}\left({\frac {i\hbar }{2}}\right)^{n}\Pi ^{n}(f_{1},f_{2})}où {\displaystyle \Pi } est le bivecteur de Poisson, un opérateur défini tel que ses puissances sont
{\displaystyle \Pi ^{0}(f_{1},f_{2})=f_{1}f_{2}} et {\displaystyle \Pi ^{1}(f_{1},f_{2})=\{f_{1},f_{2}\}={\frac {\partial f_{1}}{\partial q}}{\frac {\partial f_{2}}{\partial p}}-{\frac {\partial f_{1}}{\partial p}}{\frac {\partial f_{2}}{\partial q}}}
où {\displaystyle \{f_{1},f_{2}\}} est le crochet de Poisson. Plus généralement,{\displaystyle \Pi ^{n}(f_{1},f_{2})=\sum _{k=0}^{n}(-1)^{k}{n \choose k}\left({\frac {\partial ^{k}}{\partial p^{k}}}{\frac {\partial ^{n-k}}{\partial q^{n-k}}}f_{1}\right)\times \left({\frac {\partial ^{n-k}}{\partial p^{n-k}}}{\frac {\partial ^{k}}{\partial q^{k}}}f_{2}\right)}avec le coefficient binomial {\displaystyle {n \choose k}}.
Ainsi, par exemple, le produit-★ de Gaussiennes s'écrit :{\displaystyle \exp \left(-{a}(q^{2}+p^{2})\right)~\star ~\exp \left(-{b}(q^{2}+p^{2})\right)={1 \over 1+\hbar ^{2}ab}\exp \left(-{a+b \over 1+\hbar ^{2}ab}(q^{2}+p^{2})\right)}et celui de distributions de Dirac :{\displaystyle \delta (q)~\star ~\delta (p)={2 \over h}\exp \left(2i{qp \over \hbar }\right).}L'antisymétrisation de ce produit-★ donne les crochets de Moyal, c'est-à-dire la déformation quantique des crochets de Poisson et la transformée de Wigner dans l'espace des phases du commutateur de la mécanique quantique dans l'espace de Hilbert. Ce produit-étoile fournit la pierre angulaire des équations dynamiques des observables dans cette formulation de l'espace des phases.
Il en résulte une formulation complète de l'espace des phases de la mécanique quantique, complètement équivalente à la représentation de l'opérateur de l'espace de Hilbert, avec des produits-étoile isomorphes des multiplications d'opérateurs.
Les valeurs attendues des observables dans la quantification de l'espace de phase sont obtenues avec l'opérateur {\displaystyle \Phi } de manière isomorphe avec la matrice de densité dans l'espace de Hilbert : elles sont obtenues par des intégrales dans l'espace de phase avec la distribution de quasi-probabilité de Wigner.
Ainsi, en exprimant la mécanique quantique dans l'espace des phases (soit le même cadre que celui de la mécanique classique), la transformation de Weyl exposée ci-dessus facilite la reconnaissance de la mécanique quantique comme une déformation (généralisation) de la mécanique classique, avec le paramètre de déformation {\displaystyle \hbar /S}. D'autres déformations familières en physique impliquent la déformation du mécanique newtonienne en mécanique relativiste, avec le paramètre de déformation {\displaystyle v/c} ; ou la déformation de la gravité newtonienne en relativité générale, avec comme paramètre le rayon caractéristique de Schwarzschild (voir l'article limite classique).
Les expressions classiques, les observables et les opérations (telles que les crochets de Poisson) sont modifiées par des corrections quantiques dépendantes de {\displaystyle \hbar }, car la multiplication commutative conventionnelle utilisée en mécanique classique est généralisée en multiplication-étoile non commutative, caractéristique de la mécanique quantique et sous-tendant son principe d'incertitude.
Malgré son nom, la quantification par déformation ne constitue généralement pas un schéma de quantification réussi, à savoir une méthode pour produire une théorie quantique à partir d'une théorie classique. De nos jours, cela revient à un simple changement de représentation de l'espace de Hilbert vers l'espace des phases.